# チョアヨ!韓国
『チョアヨ!韓国』（チョアヨ!かんこく、좋아요! 한국）は、2004年10月3日から2009年4月5日まで毎日放送ラジオ（MBSラジオ）で放送された大韓民国（韓国）に関する情報番組。2006年4月3日から、番組終了後の2011年3月までは、一部のコーナーが同局のポッドキャストの音声コンテンツとして配信されていた。
パーソナリティは、小学生時代に韓国で暮らした経験のある八木早希（当時・MBSアナウンサー、現・フリーアナウンサー）。番組タイトルの「チョアヨ」（좋아요）とは、朝鮮語で「好き」を意味する。

## 番組内容
- パーソナリティの八木は、アメリカ生まれのため、元々英語に堪能。小学4年～6年生の3年間は、家族の事情で韓国に住んでいたため、朝鮮語も流暢に話せる。そのため、当番組では、日本語・英語・朝鮮語の3か国語を駆使していた。
- 番組内容は、主に韓国の最新芸能情報を中心に文化・食・社会・生活事情など幅広く紹介。八木自身が韓国で取材した模様を報告することも多かった。
身近に使えそうな朝鮮語の単語を八木が紹介する“ワンポイント韓国講座”や、韓流スターとのインタビューの模様なども放送している。
- 2006年4月3日からは、“ワンポイント韓国語講座”を発展させたコンテンツとして、MBSラジオのポッドキャストで“ケンチャナヨ！韓国語 (ハングンマル)!!” （괜찮아요! 한국말!!）の配信を開始。番組終了後も、八木が毎日放送を退職する2011年3月まで、月曜日を中心に、ほぼ2週に1回のペースで更新していた。
- 2010年度の下半期（2010年10月～2011年3月）には、MBSラジオのナイターオフ番組『MBSたびぐみ　とっておき旅ラジオ』において、八木がパーソナリティを務める木曜日の1コーナーとして「もっとチョアヨ!韓国」が放送された。
- 毎日放送の元・アナウンサーで、当時同局のラジオ局に在籍していた伊東正治がプロデューサーを務めていた。

## 備考
- 当番組を放送していた時期には、日曜深夜から月曜早朝にかけて、八木がアナウンサーの職務の一環で宿直勤務に就くことがあった。しかし、当番組は事前収録で放送されていた。
- 2005年10月30日からは、当番組の公式サイトで、番組内で伝えきれなかった話などを八木が日記形式で綴るコラム“ド！チョアヨ韓国”を開始。放送終了後も、公式サイトをポッドキャスト用に残したうえで、2011年3月まで不定期で更新していた。
- 2008年10月17日には、当番組の放送内容を基に、八木の著書としてCD付きの番組本『八木早希のチョアヨ!旅する韓国語』をアルクから出版。同月19日には、ジュンク堂書店の三宮店と大阪本店で、25日には大阪韓国文化院で、八木によるサイン会を実施した[1]。サイン会は、2009年4月18日には近鉄ブックセンター上本町店で、2010年12月17日には大垣書店の四条店でも開かれている[2]。
- 当番組終了後のポッドキャスト「チャム　ケンチャナヨ！韓国語!!」には、2008年4月14日から古家正亨もレギュラー出演。[3]。この共演がきっかけで、2010年11月10日には、ソウル特別市から日本語版の公式観光ガイドブック「マニアック・ソウル～古家正亨＆ 八木早希のソウルよくばり散歩」（非売品）を刊行するに至った。また、2012年8月5日には、八木がパーソナリティを務めるエフエム東京の「コリアンテナ-KOREA ANTENNA-」で古家と共演している[4]。
- 2011年7月15日には、八木の著書としてCD付きの番組本の続編『八木早希のシンナヨ！ふれあう韓国語』をアルクから出版[5]。同月23日には、紀伊國屋書店梅の梅田本店で、八木によるサイン会を実施した[6]。

## 放送時刻の変遷
- 2004年10月～2005年3月（プロ野球オフシーズン）日曜19:30-20:00
- 2005年4月～10月（プロ野球シーズン）日曜23:55-翌0:15
- 2005年10月～2006年3月（プロ野球オフシーズン）日曜19:30-20:00
- 2006年3月～2007年3月 日曜23:30-翌0:00
- 2007年4月～2009年4月 月曜日（日曜深夜）1:00-1:30

プロ野球シーズンに『MBSタイガースナイター』でナイトゲームを中継する場合には、放送時間の延長によって、当番組の放送開始時刻が変更されることもあった。